# Collesalvetti
Collesalvetti (già Colle Salvetti) è un comune italiano di 16 411 abitanti della provincia di Livorno in Toscana.
Il toponimo è attestato per la prima volta nel 1272 come Collis Salvecti ("colle di Salvetto") in un contratto di vendita di terreni, rogato da tale "notaro Salvetto, figlio di Borgo, in Villa di Colle", proprietario del Colle.
A differenza di quasi tutti gli altri comuni livornesi, non è situato sulla costa del mar Ligure, ma nell'entroterra a sud della piana pisana.
Il territorio di Collesalvetti è prevalentemente pianeggiante e l'agricoltura è piuttosto sviluppata. Grossi insediamenti manifatturieri e industriali sono siti nell'area di Stagno e nella piana di Guasticce; notevole importanza assume la presenza dell'Interporto "A. Vespucci", dell'Autoparco "Il Faldo", il più grande deposito di auto d'Europa, e della raffineria Eni tra Stagno e Livorno (un tempo nota come Stanic).
Oltre al capoluogo Collesalvetti, in origine sede di una fattoria medicea (tuttora esistente), le frazioni più importanti sono Stagno, situato a ridosso di Livorno, a carattere prevalentemente industriale e artigianale, e Vicarello, attiguo a Collesalvetti, di forti tradizioni contadine.
Negli altri centri minori è prevalente il carattere agricolo, con una crescente propensione all'agriturismo, ad eccezione di Guasticce, che unisce la vocazione agrituristica al notevole sviluppo industriale dell'area ex-CMF e dell'interporto.

## Geografia fisica

### Territorio
Il territorio del comune è prevalentemente pianeggiante e forma un triangolo tra le Colline Inferiori Pisane e i Monti Livornesi. La parte settentrionale è costituita da un'ampia pianura, di origine alluvionale (il terreno è composto da depositi di creta argillosa), solcato dal Fosso Reale in cui confluiscono i torrenti Isola, Tora e Tanna. La parte meridionale è invece prevalentemente collinare, attraversata longitudinalmente dal torrente Tora, ed è caratterizzata da un terreno costituito da tufo calcareo-siliceo argilloso.
L'aspetto fisico del territorio è molto diverso da quello che era nei secoli passati: le trasformazioni più evidenti sono la bonifica dei terreni paludosi e il disboscamento.
La zona a sud di Pisa, fino all'area attualmente occupata da Livorno, era infatti quasi esclusivamente paludosa: ciò resta evidente nei toponimi "Faldo", "Stagno", "Guasticce", e altri ancora. Nel corso del periodo Mediceo quest'ampia area fu man mano bonificata: nel 1554 Cosimo I de'Medici ordinò la costruzione del Fosso Reale, con la funzione di raccogliere le acqua torbe dei torrenti vicini e di prosciugare i terreni paludosi; successivamente nel 1672 esso fu riscavato per ordine di Cosimo III dall'ingegnere olandese Van der Street e dal matematico Damiano Michelini. Nel corso del Settecento fu invece usato con successo il sistema delle "colmate" per bonificare i residui acquitrini. Nello stesso periodo avvenne il progressivo disboscamento delle colline, in origine totalmente ricoperte da boschi, come visibile nella lunetta di Giusto Utens con la fattoria medicea.
- Classificazione sismica: "zona 3S"[7]

### Clima
Il clima è mediterraneo talvolta nevica durante l'inverno con accumuli al suolo notevoli.
- Classificazione climatica: "zona D", 1500 GR/G
- Diffusività atmosferica: "media", Ibimet CNR 2002

## Storia

### Periodo etrusco-romano
I primi nuclei abitati del territorio di Collesalvetti risalgono all'età etrusco-romana, sebbene alcuni scavi abbiano riscontrato tracce di presenza umana già in epoca preistorica: nel 1993 nella piana di Guasticce è stata rinvenuta un'area palafitticola dell'Età del Bronzo, mentre nelle adiacenze di Stagno (zona Suese) sono stati ritrovati manufatti preistorici ed ellenistici (IV secolo a.C.). Le tracce della presenza romana sono flebili: il segno più evidente è la via Æmilia Scauri, oggi completamente ripresa nel suo tracciato dalla S.R. 206 (detta ancor oggi via Emilia), lungo la quale sono stati trovati diversi reperti (cippi, pietre) e in particolare nel 1989 è stata ritrovata una mansio romana, nei pressi della località Torretta Vecchia. Questa mansio, risalente al I secolo a.C., costituiva una stazione di posta, un punto di assistenza e di ristoro per i viaggiatori, e includeva un impianto termale. Altri reperti di età romana sono stati rinvenuti presso Vicarello (pietre di un ponte) e Mortaiolo.

### Medioevo
Dell'epoca medievale si hanno notizie da vari documenti: le prime fonti scritte risalgono all'età carolingia, da cui risulta che il territorio di Collesalvetti era diviso in sette curtes; alla fine del X secolo risultano invece elevate a castelli le località di Nugola, Castell'Anselmo, Parrana e Colognole, e si registra la presenza di numerose chiese e alcuni monasteri. Collesalvetti era denominata semplicemente Il Colle, forse perché era il primo colle che si incontrava venendo da Pisa lungo la via Emilia. Dal 1109 inizia la dominazione pisana, durante la quale i castelli decaddero e il territorio venne diviso in 13 comuni: Montemassimo di sopra e di sotto, Nugola, Poggio Sigeri, Cordecimo, Santo Apostolo, Vicarello, Collesalvetti, Cugnano, le Parrane, Colognole, Farneta e Postignano, tutti rientranti sotto la capitania di Porto Pisano.
A Collesalvetti, inoltre, era presente anche il castello di Colle Romuli, ad oggi scomparso. Tale fortilizio era in mano alla famiglia consolare pisana degli Orlandi, che esercitava funzioni di controllo sul territorio.
Il più antico documento che nomina il capoluogo è una carta dell'anno 1178, contenente una bolla di papa Alessandro III, che conferma a tale Ugone il possesso dei beni relativi ad una pieve che comprendeva i beni di "Civite in Colle". Nel 1272 appare la denominazione Collis Salvecti, dal nome del proprietario Salvetto; da cui il nome Collesalvetti. L'organizzazione ecclesiastica, dai documenti dell'epoca, risulta affidata a due pievanie: Vicarello, con la propria chiesa di San Jacopo e la cappella dei Santi Quirico e Giulitta a Collesalvetti, e San Lorenzo in Piazza (oggi Torretta), molto importante, che comprendeva tutte le chiese del restante territorio, e presso cui si svolgeva un'importante fiera agricola.
Nel XIV secolo il territorio vide un notevole spopolamento, dovuto alla peste del 1348 e dalle guerre dei decenni successivi fra Pisa e Firenze, mentre sopravvissero e si svilupparono solo gli insediamenti collinari (Nugola, Castell'Anselmo e Collesalvetti); si assiste in questo periodo alla scomparsa di diverse località e di molte fra pievi e castelli, che restano solo sui documenti e di cui non si ha più traccia nel territorio attuale, tranne che nei toponimi (Badia, Castell'Anselmo). Nel 1406 termina il dominio pisano, dopo la vittoria di Firenze su Pisa, e il territorio di Collesalvetti viene inglobato nella podesteria di Rosignano, sotto il Vicariato di Lari.

### Periodo mediceo-lorenese

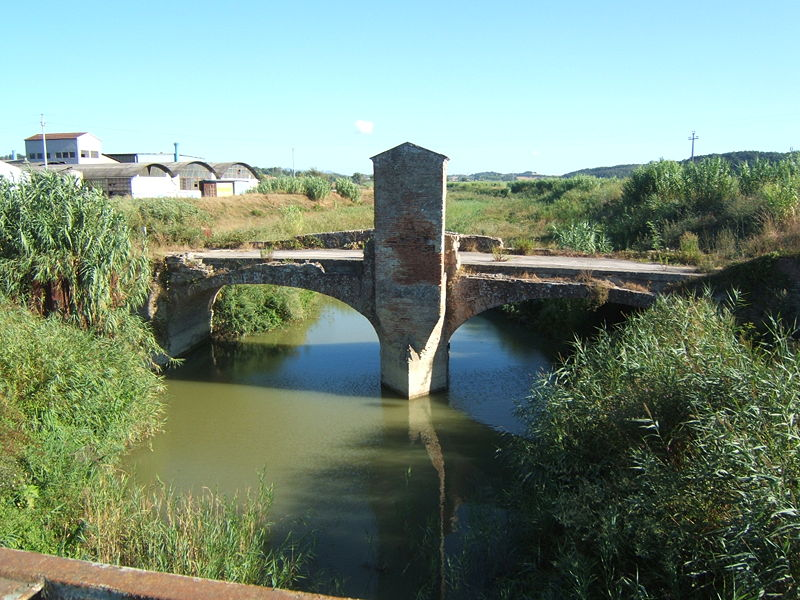
Ponte mediceo sulla Tora

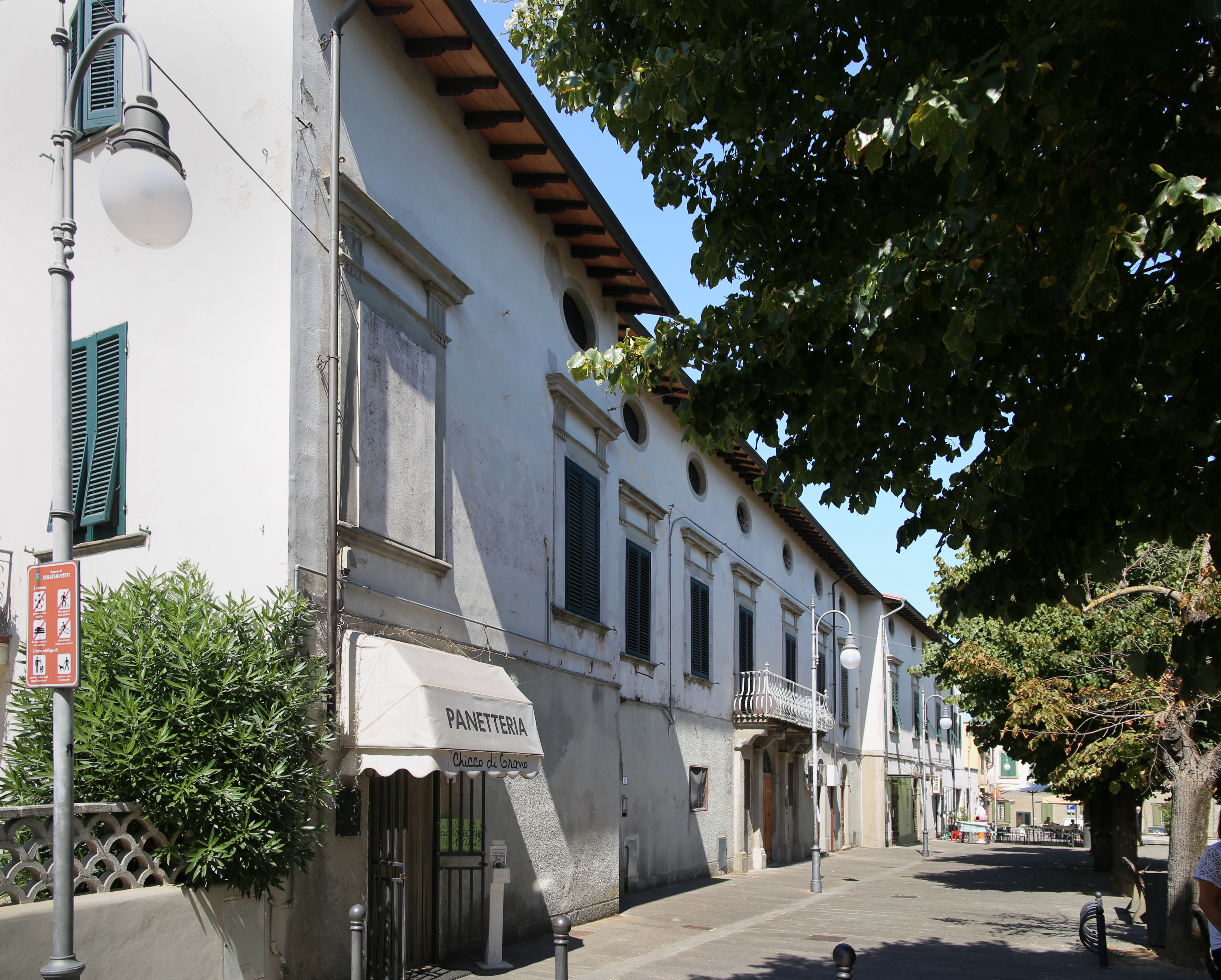
Villa Medicea

Inizia così il periodo mediceo di Collesalvetti, in cui si ha il notevole sviluppo delle fattorie dovuto alle opere di bonifica volute dai Medici. È del 1554 la realizzazione del Fosso Reale (oggi sostituito dallo Scolmatore dell'Arno) per volere di Cosimo I: era un canale che raccoglieva le acque stagnanti dei vari torrenti, che altrimenti si impaludavano nel Sinus Pisanus, una grande palude che occupava l'ampia area fra Pisa e la zona di Livorno.
A Collesalvetti risulta la presenza di una torre, che nel 1497 era stata ripresa in mano dai Pisani durante la loro ribellione (1494-1506), nella quale Collesalvetti fu incendiata e saccheggiata da Pisani e Veneziani congiunti, prima di ritornare in mano fiorentina. Sempre a Collesalvetti fu acquistata dai Medici nel 1476 un'ampia tenuta, che comprendeva una villa medicea, seppur modesta, usata inizialmente da questi come residenza di caccia, per poi divenire centro propulsivo dello sviluppo agricolo della zona.
Tuttavia la difficile regimentazione dei corsi d'acqua (Tora, Tanna, Isola) non permise mai una sicurezza duratura per le coltivazioni, impedendo il pieno sviluppo degli aggregati urbani, che anzi videro periodi di regresso.
Nel 1737 i Lorena subentrarono ai Medici alla guida del Granducato di Toscana, proseguendo le opere di bonifica. Nel 1769 il granduca Leopoldo in persona visitò il territorio di Collesalvetti, e osservando la piana verso Pisa notò una "vasta campagna quasi disabitata ed inculta per le continue inondazioni"; dopo questa visita, furono cospicui i capitali investiti per un intenso programma di bonifica, e per realizzare la strada di Collesalvetti per Livorno. I risultati nel corso del Settecento furono evidenti, con la nascita di numerosi poderi e nuove colture, cui seguì un deciso incremento della popolazione.
A questo incremento contribuì fortemente l'allivellazione della fattoria di Collesalvetti, che rappresenta probabilmente l'operazione meglio riuscita nell'ambito del complessivo piano di alienazione del patrimonio granducale, portato avanti con tenacia dal senatore Francesco Maria Gianni seguendo una linea, appoggiata dal granduca Pietro Leopoldo, che sosteneva l'opportunità di frazionare le fattorie del granducato in più lotti da assegnare a chi quella terra stava lavorando con un contratto a livello, che prevedeva il pagamento di laudemio d'ingresso e un canone annuale (da pagare in due rate semestrali). Questa linea venne fortemente osteggiata dall'Accademia dei Georgofili e da alcuni senatori, che propendevano per la cessioni dei possedimenti ai migliori offerenti.
Collesalvetti in questo periodo passò da fattoria a sede amministrativa del vasto territorio circostante, processo avviato a fine Settecento dalla privatizzazione voluta dal granduca e proseguita nel periodo napoleonico (1808-1814). Proprio in questo periodo il Comune di Collesalvetti viene costituito come Mairie (1808-1810), corrispondente in gran parte all'estensione odierna.

### Età contemporanea
Nel 1860 il Comune di Collesalvetti entra a far parte del Regno d'Italia, sotto la provincia di Pisa, e fino al 1915 la sua popolazione cresce senza sosta grazie all'aumento della natalità e in parte anche grazie all'immigrazione dai comuni circostanti. Nel 1910 viene modificata la sua estensione: con Regio Decreto, una parte del territorio a sud, comprendente il Gabbro, passa al comune di Rosignano Marittimo, e nel 1931, sempre per Regio Decreto, la zona della Paduletta (unico tratto costiero del Comune) passa a Livorno, per permettere lo sviluppo delle aree portuali della città labronica. Nel 1925 per volere del gerarca fascista Costanzo Ciano la provincia di Livorno subisce un notevole ampliamento, e Collesalvetti ne entra a far parte per rimanervi fino ai giorni nostri.
Dal 1951 al 1971 in tutto il Comune si assiste all'esodo dalle campagne e alla industrializzazione del territorio: in particolare del capoluogo, con vari insediamenti di Stagno, con la raffineria Stanic (poi Agip Plas, oggi Eni), ma soprattutto di Guasticce, con la CMF (oggi riconvertita).
Dal 1931 al 1971 si assiste anche a uno stallo demografico, seguito poi da un brusco aumento negli anni ottanta e nei primi anni del XXI secolo (2001-2007), dovuto alla fuga dalle città verso comuni limitrofi con un più basso costo immobiliare.

### Simboli
Lo stemma era in uso da dopo la costituzione del comune nel 1810 e vi è rappresentata l'antica torre che la tradizione vuole sia quel che resta della rocca edificata dal pisano Coscetto Dal Colle. Con il riconoscimento formale dello stemma con decreto del Capo del Governo del 10 dicembre 1935, furono aggiunti i colombi «abituali frequentatori della vecchia torre».
Il gonfalone è un drappo di azzurro.

## Monumenti e luoghi d'interesse

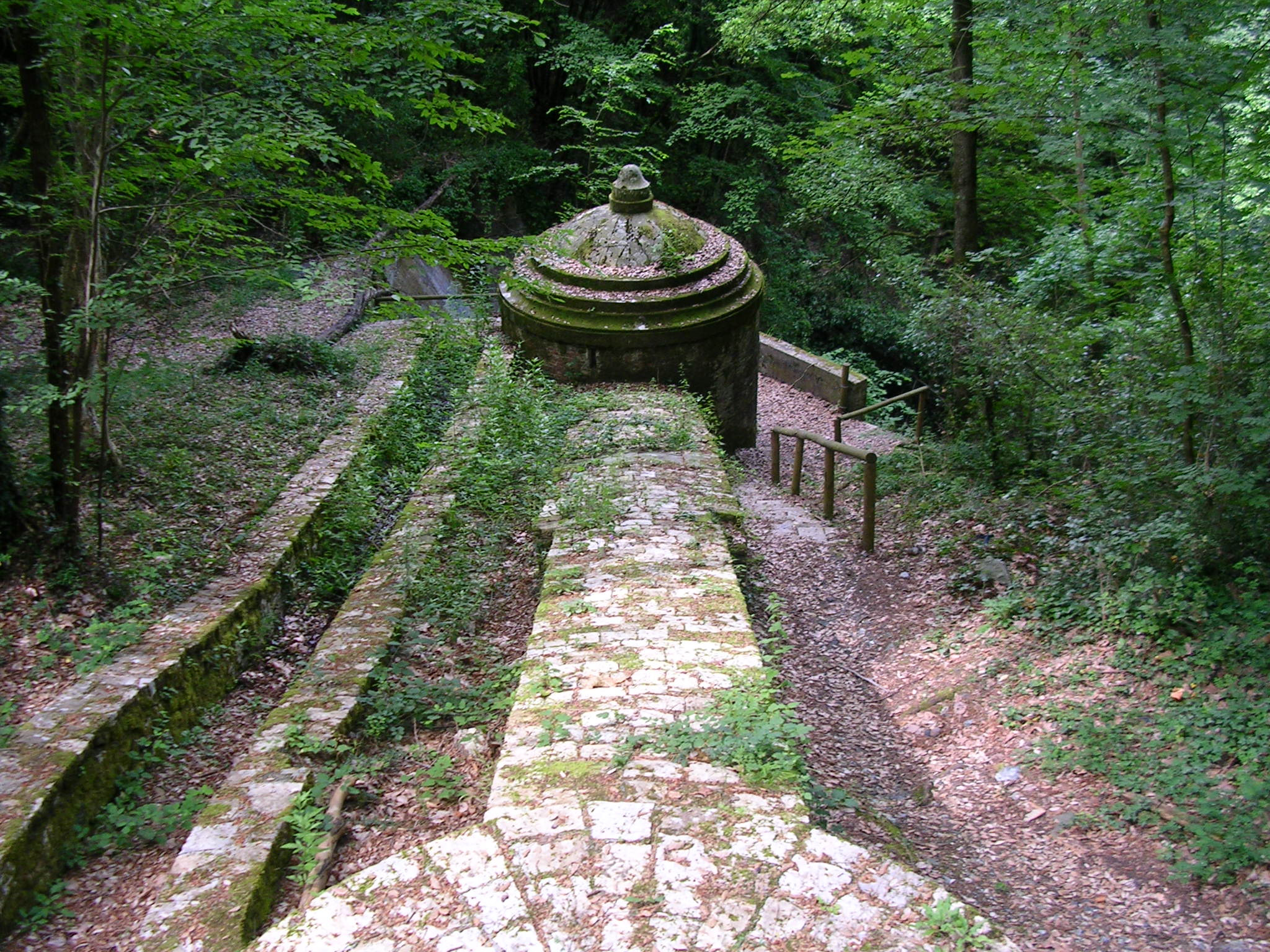
Sorgenti di Colognole

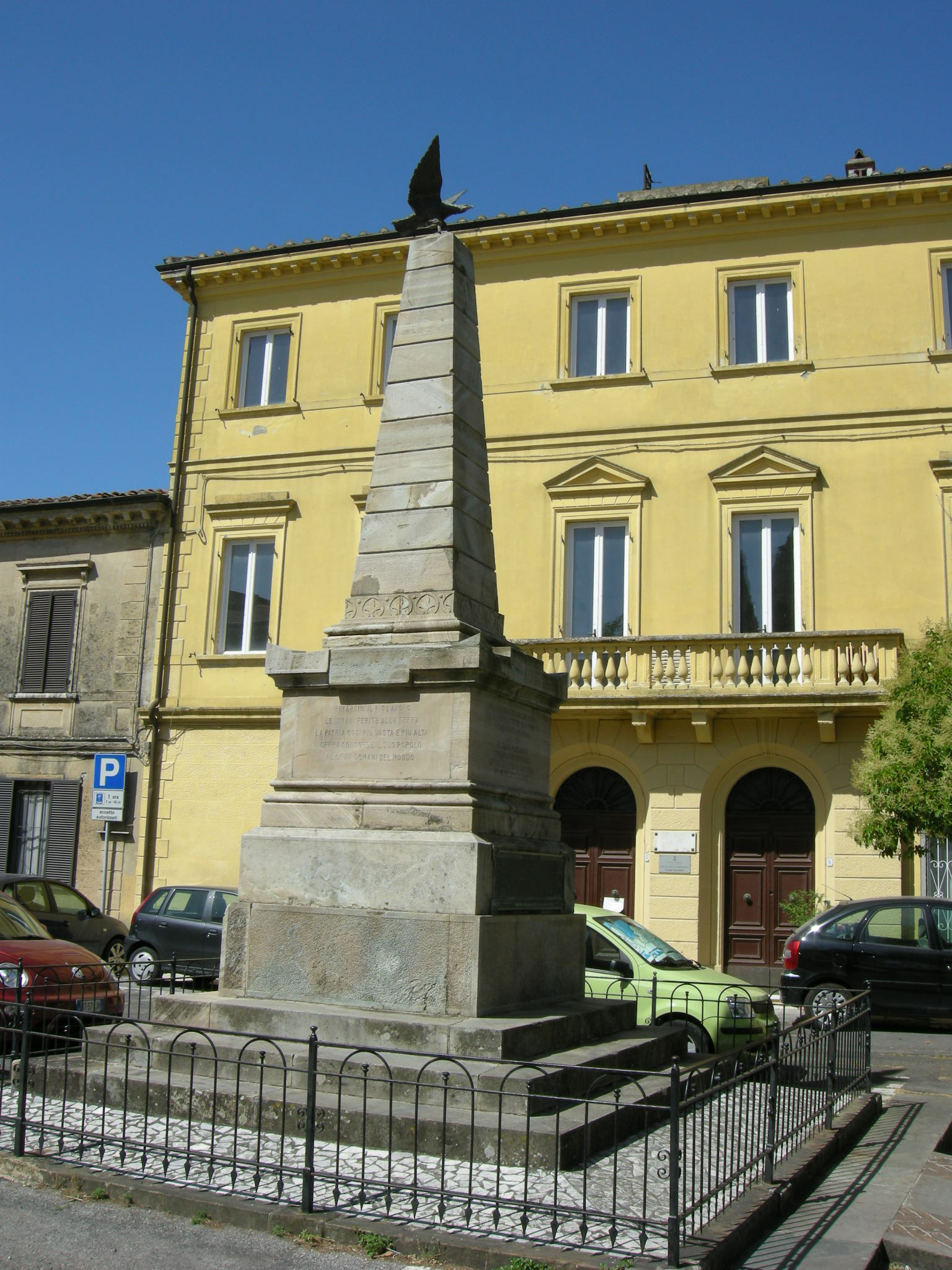
Monumento ai Caduti

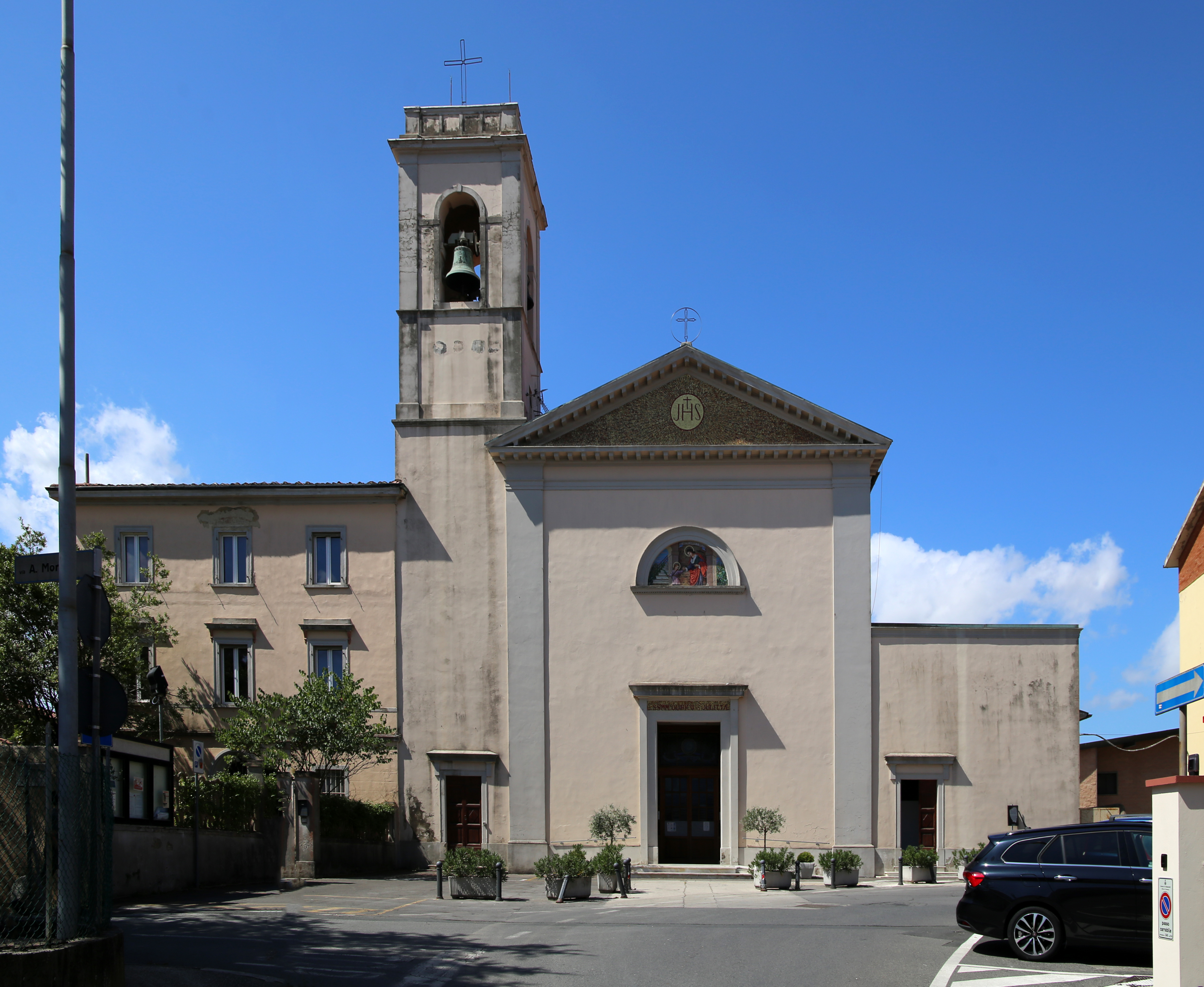
La chiesa dei Santi Quirico e Giulitta

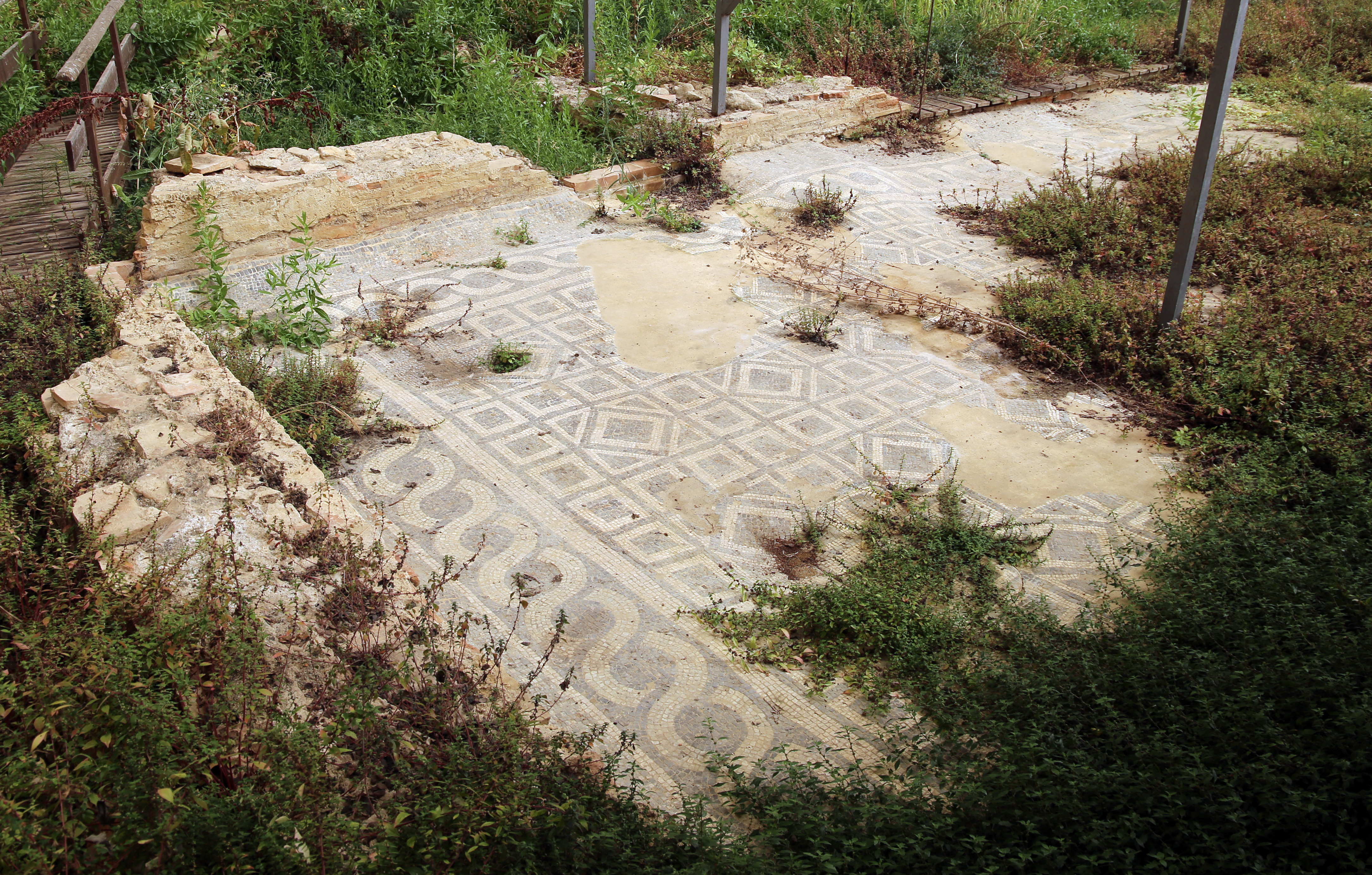
Mosaici romani nella Mansio di Torretta Vecchia

Il territorio presenta varie zone tutelate per le peculiarità ambientali:
- Riserva naturale provinciale Oasi della Contessa, presso Stagno;
- Parco provinciale dei Monti Livornesi (Valle Benedetta);
- Aree Naturali Protette di Interesse Locale (A.N.P.I.L.) di Parrana e Colognole;
- Zona umida del Biscottino;
- Bosco del Suese, presso Guasticce;

Inoltre sono da segnalare importanti siti per il loro valore artistico/archeologico:
- Villa Medicea di Collesalvetti
- Villa Carmignani, in località Poggio Pallone;
- Villa Celesia, Collesalvetti;
- Villa Traxler a Nugola;
- Scalinata e Monumento ai Caduti, Collesalvetti;
- Mansio di Torretta Vecchia;
- Ponte mediceo sul torrente Tora;
- Acquedotto di Colognole sui Monti Livornesi;
- Eremo della Sambuca;
- Area palafitticola dell'Età del Bronzo, presso Guasticce;
- Chiesa di Santa Maria Assunta e San Lorenzo a Castellanselmo;
- Chiesa dei Santi Quirico e Giulitta;
- Chiesa dei Santi Pietro e Paolo;
- Chiesa dei Santi Cosma e Damiano a Nugola;
- Chiesa di San Jacopo a Vicarello;
- Chiesa di San Leonardo del Limosino, a Stagno, costruita nei pressi di un antico ospedale per pellegrini, sempre dedicato a San Leonardo del Limosino.

## Società

### Evoluzione demografica
Abitanti censiti

### Etnie e minoranze straniere
Al 31 dicembre 2022 la popolazione straniera residente ammontava a 872 persone, circa il 5,2% della popolazione.

## Cultura

### Media
- Telecentro 1
- Telecentro 2

## Geografia antropica
Posseggono lo status di frazione otto centri del comune di Collesalvetti:
- Castell'Anselmo
- Colognole
- Guasticce
- Nugola
- Parrana San Giusto
- Parrana San Martino
- Stagno
- Vicarello

Da segnalare anche la località abitata di Mortaiolo. Altre località minori sono quelle di Torretta, Crocino, Loti, Pandoiano, Pietreto, Pontesantoro, Biscottino e Tanna.

## Amministrazione
La geografia politica del comune di Collesalvetti si è mantenuta identica fin dal secondo dopoguerra in sintonia con la zona territoriale estendibile all'intera provincia livornese. Il primo cittadino è stato espressione del Partito Comunista Italiano nella prima Repubblica, dei Democratici di Sinistra o del Partito Democratico nel periodo più recente, eletto sempre con percentuali elevate che più volte hanno raggiunto la soglia del 75%.
| Periodo | Periodo   | Primo cittadino | Partito                            | Carica  | Note   |
| ------- | --------- | --------------- | ---------------------------------- | ------- | ------ |
| 1994    | 1999      | Monica Lischi   | Partito Democratico della Sinistra | Sindaco | [ 14 ] |
| 1999    | 2004      | Nicola Nista    | Democratici di Sinistra            | Sindaco | [ 14 ] |
| 2004    | 2009      | Nicola Nista    | Democratici di Sinistra            | Sindaco | [ 14 ] |
| 2009    | 2019      | Lorenzo Bacci   | Partito Democratico                | Sindaco | [ 14 ] |
| 2019    | 2024      | Adelio Antolini | Partito Democratico                | Sindaco | [ 14 ] |
| 2024    | in carica | Sara Paoli      | Partito Democratico                | Sindaco | [ 14 ] |

### Gemellaggi
- Garching an der Alz, dal 2003

## Sport

### Atletica e podismo
Anche se Collesalvetti non ha un campo-scuola dove praticare gli allenamenti, dal 1995 è stato istituito il gruppo podistico Arcobaleno.

### Calcio
La principale squadra comunale è l'Intercomunale C.S.V. (fusione delle storiche squadre paesane di Collesalvetti, Stagno e Vicarello), militante in prima categoria. Altra squadre di rilievo è il Portuale Guasticce, militante in Promozione.
Nel calcio a 5 ottiene discreti risultati il Vicarello 1999, attualmente in serie C1.
Nel 2011 è nato il Collevica, una scuola-calcio affiliata con il Bologna, con sede a Vicarello.